# Khattiya Sawasdiphol
Khattiya Sawasdiphol (thaï : พลตรี ขัตติยะ สวัสดิผล), alias Seh Daeng (thaï : เสธ. แดง ;  français : « Le commandant rouge »), né le 2 juin 1951 et mort le 17 mai 2010 après avoir été touché à la tête par un tir de sniper quatre jours plus tôt, est un général de division de l'armée thaïlandaise, autrefois affecté au commandement des opérations de sécurité interne. 

## Biographie
Il affirme avoir aidé les États-Unis à espionner le Viêt Nam du Nord au cours de la guerre du Viêt Nam, et avoir pris part à la « guerre secrète » financée par la CIA contre les communistes dans la Plaine des Jarres, au Laos. Khattiya Sawasdipol s'était déguisé en musulman dans le but d'infiltrer les groupes rebelles à Aceh, en Indonésie.
Il a écrit plusieurs best-sellers en thaïlandais sur ses aventures, dans une série intitulée Kom Seh Daeng (คม… เสธ. แดง). Khattiya Sawasdiphol apparaissait fréquemment dans des débats télévisés, et ses adeptes lui vouaient un véritable culte.
Il est entré en conflit avec le commandant de la police thaïlandaise, le général Seri Temiyavet, lors d'une enquête sur un tripot en 2006. Le général Seri a déposé une plainte pour diffamation contre Khattiya Sawasdipol, qui a été arrêté et condamné à quatre mois de prison. Khattiya Sawasdiphol a ensuite lui-même attaqué Seri pour diffamation, en lui réclamant 600 millions de baht. (Le général de police Seripisut Temiyavet a été nommé Commandant de la Police de Thaïlande par la junte militaire, en remplacement de Kowit Wattana (en), le commandant de la police sous l'ancien premier ministre Thaksin Shinawatra).
Khattiya Sawasdipol a déclaré le 18 octobre 2008 « qu'il se mobiliserait contre toute tentative militaire pour s'emparer du pouvoir politique ». Il a dit également que « les membres du Democratic Alliance against Dictatorship (DAAD) utiliserait des cocktails Molotov contre les tanks et les véhicules militaires en cas de tentative de coup d'État militaire ».
Khattiya a été réaffecté en tant que professeur d'aérobic par le général Anupong Paochinda (en), Commandant de l'Armée thaïlandaise. Khattiya a répondu en disant : « Le chef de l'armée veut que je sois un présentateur d'aérobic. J'ai préparé une danse. On l'appelle La Danse du lancer de grenade à main ».
Le 14 janvier 2010, le commandant de l'armée Anupong Paochinda a ordonné une suspension de Khattiya Sawasdiphol après qu'un comité d'enquête a constaté que celui-ci soutenait expressément les Chemises rouges du Front National Uni de la Démocratie contre la Dictature (UDD).
Dans la nuit du 13 mai 2010, Khattiya Sawasdiphol a été touché à la tête par un tir de sniper, vraisemblablement provenant d'un tireur d'élite de l'armée. alors qu'il venait de donner une interview à Thomas Fuller pour le New York Times. Khattiya été transféré dans un état grave à l'hôpital Vajira, où il a été placé sous mandat d'arrêt ; il y est mort le 17 mai 2010.